# ゼレン・スポーツクラブ
ゼレン・スポーツクラブ（Zeren Spor Kulübü）は、トルコのアンカラを本拠地とするスポーツクラブチームである。2024/25シーズンはトルコ女子バレーボールリーグ1部に所属している。

## 歴史
2022年、Mustafa Yiğit Zerenによって設立。初年度はトルコリーグの3部に相当するリーグに参戦し、2022/23シーズンのVoleybol 2. Ligiにて優勝を果たし、翌シーズンのトルコ2部に昇格。2023/24シーズンはKFC Kadınlar Voleybol 1. Ligi のレギュラーラウンドを20勝1敗の成績で首位通過したが、プレーオフにて準決勝進出を果たせず最終的には5位となった。2024年4月、Çukurova Belediyesporとの合意で1部リーグにおける全ての権利を譲渡され、来季からトップカテゴリーであるスルタンリーグに参戦することが決まった。その後、海外から有力な選手を獲得すると2024/25シーズンのトルコリーグではレギュラーラウンドを17勝9敗で6位で通過すると、5-8位順位決定予備戦でクゼイボルに2勝し、テュルク・ハワ・ヨルラルにも勝利し5位でリーグを終えた。

## 主な成績
トルコリーグ
- 2024/25シーズン - 5位

## 登録選手
2024-25年シーズンの登録選手は次の通り。
| 背番号 | 国籍/名前                    | ポジション           | 身長 | 備考       |
| ------ | ---------------------------- | -------------------- | ---- | ---------- |
| 1      | Hilal Kocakara               | セッター             | 1.81 |            |
| 3      | Gülçin Doğan                 | リベロ               | 1.69 |            |
| 4      | Beren Yeşilırmak             | オポジット           | 1.84 |            |
| 5      | シェイマ・エルジャン         | アウトサイドヒッター | 1.87 | キャプテン |
| 6      | キュブラ・チャルシュカン     | ミドルブロッカー     | 2.00 |            |
| 7      | Fatma Beyaz                  | ミドルブロッカー     | 1.86 |            |
| 9      | ブランキツァ・ミハイロビッチ | オポジット           | 1.89 |            |
| 10     | Idil Naz Başcan              | アウトサイドヒッター | 1.85 |            |
| 11     | Elizaveta Kochurina          | ミドルブロッカー     | 1.90 |            |
| 13     | Bianka Mumcular              | アウトサイドヒッター | 1.90 |            |
| 14     | Ceren Önal                   | リベロ               | 1.71 |            |
| 15     | アレクサンドラ・ウゼラツ     | アウトサイドヒッター | 1.88 |            |
| 17     | サマンタ・ファブリス         | オポジット           | 1.90 |            |
| 18     | Yasemin Yıldırım             | ミドルブロッカー     | 1.86 |            |
| 23     | オフェーリア・マリノブ       | セッター             | 1.83 |            |
| 36     | Ceren Hasdemir               | アウトサイドヒッター | 1.82 |            |

## 主な歴代所属選手
- ギュルデニズ・オナル
- アナ・クレヘル
- 劉晏含